# Crocidura beatus
Crocidura beatus là một loài động vật có vú trong họ Chuột chù, bộ Soricomorpha. Loài này được Miller mô tả năm 1910.

## Hình ảnh

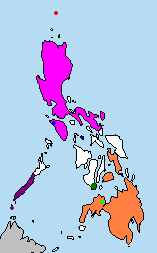